# Tío Ben
Benjamin Franklin Parker, generalmente conocido como Ben Parker o el Tío Ben, es un personaje ficticio que aparece en los cómics estadounidenses publicados por Marvel Comics, asociado con el superhéroe Spider-Man. Es el esposo de May Parker y el tío (paterno) y figura paterna de Peter Parker. Después de aparecer en Strange Tales #97 (enero de 1962), el tío Ben hizo su primera aparición completa en Amazing Fantasy #15 (agosto de 1962), y fue creado por el escritor Stan Lee y el artista Steve Ditko. Su creación se inspiró en el padre fundador estadounidense Benjamin Franklin.
El personaje ha sido una parte esencial de la historia de Spider-Man. Su muerte a manos de un delincuente de poca monta (a quien Spider-Man tuvo la oportunidad de detener previamente) ha sido representada en casi todas las versiones de la historia del origen del héroe, como el factor principal que inspiró a Peter a convertirse en Spider-Man. La cita del tío Ben, "Un gran poder conlleva una gran responsabilidad", se ha convertido en el lema de vida icónico de Spider-Man.
El personaje se ha adaptado sustancialmente de los cómics a varios medios, incluidos películas, series animadas y videojuegos. El fue interpretado por Cliff Robertson en la trilogía de Spider-Man de Sam Raimi (2002-2007) y por Martin Sheen en la película The Amazing Spider-Man (2012). En diciembre de 2021, los guionistas de Spider-Man: No Way Home (2021), Chris McKenna y Erik Sommers, confirmaron que el papel del tío Ben en el cómic como el "guía moral" de Peter en el Universo cinematográfico de Marvel (UCM), quien le cuenta el lema de su vida antes de ser asesinado como resultado de sus acciones; en cambio, se había adaptado a su tía May Parker, interpretada por Marisa Tomei en cinco películas de 2016 a 2021.Adam Scott interpreta al tío Ben en la película del Universo Spider-Man de Sony Madame Web (2024).

## Historial de publicaciones
El tío Ben apareció por primera vez en Amazing Fantasy #15 y fue asesinado en el mismo número. Aunque su historia como personaje secundario fue muy breve, el tío Ben es una figura determinante en la vida de Spider-Man, que a menudo aparece en flashbacks.

### Notoriedad de la muerte
El asesinato del tío Ben es posiblemente el más notable en la historia del cómic. También es una de las pocas muertes de cómics que nunca se ha revertido en términos de continuidad oficial. Fue miembro de los "Tres Grandes", junto a Jason Todd (asociado de Batman) y Bucky (asociado del Capitán América) cuyas notables muertes, junto con la de Ben, dieron origen a la frase: "Nadie en los cómics se queda muerto, excepto Bucky, Jason Todd y el tío Ben". Más tarde, los renacimientos de Bucky y Jason en 2005 llevaron a la enmienda "Nadie en los cómics permanece muerto excepto el tío Ben". El asesinato violento del tío Ben, cometido por un delincuente callejero común, también comparte múltiples similitudes con la muerte de Thomas y Martha Wayne, los padres de Batman, que a veces se incluye en el dicho.
Ha habido ejemplos del tío Ben que permanece vivo en líneas de tiempo alternativas, incluidas las historias que aparecen en What If de Marvel (una de las cuales obliga a Peter a desenmascararse frente a J. Jonah Jameson), y una historia de la serie animada Spider-Man de 1994. un universo donde el tío Ben nunca había muerto, y Peter Parker se convirtió en un industrial exitoso, sin haberse molestado en usar sus poderes de manera responsable, ya que todo parecía funcionar para él. Este hecho se usa para derrotar a Spider-Carnage al exponerlo a la única persona en la que confiará y escuchará: el tío Ben de esa realidad.
Una historia en la serie oficial Friendly Neighborhood Spider-Man aparentemente sugirió que Ben podría estar vivo. Este Ben, sin embargo, era en realidad de un universo paralelo donde la tía May murió en un accidente aleatorio, dejándolo a él para criar a Peter. Este Ben alternativo llegó al planeta Tierra de los cómics regulares de Marvel (la realidad 616) como parte de un malvado plan ideado por el Hobgoblin de 2211 para derrotar a los Spider-Men de diferentes épocas.
Durante la historia de Clone Conspiracy, cuando el clon de Peter, Ben Reilly (que había tomado el nombre de pila del tío Ben, junto con el apellido de la tía May, para diferenciarse de Peter) usó la tecnología del Chacal para revivir a varios de los viejos enemigos y aliados de Peter, ofreció para devolverle la vida al tío Ben mientras intenta ganarse a Peter para su punto de vista. Aunque tentado por la oferta, Peter llegó a la conclusión de que la razón por la que Reilly no había traído al tío Ben de regreso solo era que sabía que el tío Ben desaprobaría las acciones de Reilly, ya que su plan haría que todos en la Tierra obtuvieran la inmortalidad, mientras dependían de él para suministrar la medicación necesaria para estabilizar sus cuerpos clonados.

## Biografía Ficticia
Ben Parker nació en Brooklyn, Nueva York. Se formó para ser oficial de policía militar, y también pasó un tiempo como cantante en una banda. Conocía a su futura esposa, May Reilly, desde sus días de escuela secundaria, pero ella, a su vez, estaba ingenuamente interesada en un chico que estaba involucrado en actividades delictivas. Cuando él se acercó a ella una noche y le propuso matrimonio en el acto, Ben estaba allí para exponerlo como un asesino y para consolar a May, desconsolada, cuando arrestaron al niño. Su relación se convirtió en amor y disfrutaron juntos de una vida felizmente casada. Cuando el hermano menor de Ben, Richard Parker, y su esposa Mary murieron en un accidente aéreo, Ben y May acogieron a Peter, su hijo huérfano, y lo criaron como propio.

### Criando a Peter
Ben fue muy protector con Peter, llegando incluso a luchar contra algunos de los matones que atormentaban al joven Parker. Peter se hizo amigo de Charlie Weiderman en la escuela secundaria, un adolescente aún más impopular que él. Sin embargo, Charlie a menudo provocaba problemas con los otros adolescentes. Un día, fue perseguido hasta la casa de Parker por un grupo de matones liderados por Rich y Ben intervino. Ben les dijo que si querían a Charlie, tendrían que pasar por él. Rich lo intentó, pero se sorprendió con el entrenamiento militar de Ben. Tan pronto como los acosadores se fueron, le dijo al niño que no era bienvenido en la casa ni con Peter porque provocaba a los acosadores y no podía decir la verdad.

### Spider-Man y Muerte
En la escuela secundaria, una picadura de araña radiactiva le dio a Peter poderes sobrehumanos. Al crear la identidad disfrazada de Spider-Man para sí mismo, Peter buscó primero explotar sus nuevos poderes como luchador enmascarado y luego como estrella de televisión. Viniendo de una aparición en televisión, Spider-Man vio a un ladrón perseguido por un guardia de seguridad. El guardia le pidió a Spider-Man que detuviera al ladrón, pero el naciente Spidey se negó alegando que atrapar criminales no era su trabajo. El ladrón se escapó.
Cuando Peter regresó más tarde a casa, un oficial de policía le informó que su amado tío Ben había sido asesinado por un ladrón. Indignado, se puso su disfraz de Spider-Man y capturó al hombre solo para darse cuenta con horror de que era el mismo ladrón que podría haber capturado sin esfuerzo antes en el estudio. Como resultado, Peter se consideró moralmente responsable de la muerte de Ben y decidió luchar contra el crimen como un superhéroe, dándose cuenta de que un gran poder conlleva una gran responsabilidad, y juró que nunca dejaría que otra persona inocente sufriera daño si podía evitarlo.

### Legado
La muerte de Ben fue realmente vengada cuando el ladrón regresó por el dinero una vez más, amenazando a la tía May. El ladrón murió de un ataque al corazón al contemplar a su antiguo némesis Spider-Man una vez más y al enterarse de que Spider-Man y Peter Parker eran la misma persona.
En Amazing Spider-Man Family # 7, May le relata a Peter su relato de cómo conoció a Ben por primera vez.
Ben apareció brevemente en The Amazing Spider-Man #500; Después de que Spider-Man jugó un papel vital en la prevención de la resurrección de Dormammu, un poder superior no identificado le proporcionó al Doctor Strange una pequeña caja que sintió que tenía que darle a Spider-Man como recompensa por su papel en los eventos. Cuando Peter abrió la caja en el techo de su edificio de apartamentos, contenía una nota que decía "Tienes cinco minutos. Gástalos como quieras", seguido de Ben apareciendo en el techo. Se reveló que este Ben, ya sea un fantasma o que Ben haya sido reubicado temporalmente desde el momento anterior a su muerte, recordaba haber salido a caminar que resultó en que le dispararan, pero nada después, aunque concluyó que los eventos que lo llevaron a estar en ese techo no eran importantes. En su charla, Ben dijo que lo único que lo decepcionaría de Peter es que Peter se conformara con menos porque tenía miedo de alcanzar más. Esto ayuda a Peter a ver que tuvo una buena vida a pesar de todas sus dificultades, reconociendo que siempre ha usado lo que tiene, y Ben le asegura a Peter que está orgulloso de él antes de que desaparezca.
Durante la historia de 2008-2009 " Dark Reign", el tío Ben hace una aparición en el inframundo cuando Hércules asiste al juicio de Zeus, dirigiendo a Amadeus Cho mientras intentaba encontrar a sus padres en el más allá. En la historia de "Amazing Grace", Ben aparece como una aparición de Spider-Man mientras lucha contra una horda de demonios y gárgolas, diciéndole que su muerte no es culpa de Peter ni de nadie. Sin embargo, un enemigo lo nota y lo ataca solo para desaparecer. Esto dejó a Spider-Man desconcertado si estaba imaginando a Ben o si realmente estaba hablando con su fantasma.
Cuando Ben Reilly adoptó la identidad del Chacal y estableció un elaborado plan para usar el nuevo proceso de clonación de Warren para hacer que el mundo fuera inmortal, intentó ganarse la lealtad de Peter mostrándole el ataúd de Ben y ofreciéndose a devolverle la vida a Ben.Sin embargo, aunque tentado por la idea, Peter se dio cuenta de que Ben nunca tuvo la intención de devolverle la vida a 'su' tío porque ya lo habría hecho, informando fríamente a su clon que el tío Ben le diría a Reilly que estaba equivocado, ya que tiene la poder sin responsabilidad.Al final de la crisis, Peter se toma un momento junto al ataúd que contiene el cadáver de Ben, reconociendo que las acciones de Reilly estuvieron mal, pero deseando que el tío Ben estuviera allí de todos modos.
Cuando Spider-Man finalmente se enfrenta a Kindred durante el arco de " Los últimos restos", descubre que Kindred había desenterrado los cuerpos del tío Ben, Gwen Stacy, George Stacy, Ned Leeds, J. Jonah Jameson Sr., Jean DeWolff y Marla Jameson. y los sentó alrededor de una mesa para cenar.

## "Un gran poder conlleva a una gran responsabilidad"
La frase temática y a menudo citada (incluida la Corte Suprema de los Estados Unidos) de Spider-Man, con gran poder conlleva una gran responsabilidad, se atribuye ampliamente al Tío Ben. Sin embargo, en Amazing Fantasy # 15, donde aparece por primera vez, ningún personaje lo habla. De hecho, Ben solo tiene dos líneas en todo el cómic. La versión original de la frase aparece en una leyenda narrativa del último panel del cómic, en lugar de un diálogo hablado. Se lee, "...con gran poder también debe venir - ¡una gran responsabilidad!".
Sin embargo, las historias y flashbacks posteriores que tuvieron lugar cuando Ben aún estaba vivo retroactivamente hicieron de la frase una de las muchas homilías de Ben con las que le daría una conferencia a Peter. Las reinterpretaciones de Spider-Man actuales, como la película de Spider-Man y el cómic Ultimate Spider-Man, muestran a Ben diciendo esta frase a Peter mientras aún está vivo, en su última conversación. Mientras en Spider-Man: No Way Home (2021) la frase es dicha por la tía May para Peter antes de su muerte luego de ser herida a manos del Duende Verde. En The Amazing Spider- Man 2 (2014) se eliminó una escena donde el padre de Peter, Richard Parker pronunciaba esta frase al explicarle sus motivos por los cuales tuvo que fingir su muerte.

## Otras versiones

### Trouble
Una versión de Ben apareció en la serie limitada de Mark Millar, Terry Dodson de 2003, " Trouble ", con su hermano Richie, que estaban involucrados con los adolescentes May y Mary.
Ninguno de los apellidos de los personajes fueron revelados. La historia no se convirtió en canon debido a su recepción negativa.

### Bullet Points
En esta realidad alternativa, un joven Ben Parker trabaja como policía militar. Está asignado a la seguridad del Doctor Erskine, un científico del programa Capitán América . Un intento de asesinato de Erskine tiene éxito, matando a Ben en el proceso. Más tarde, May todavía intenta criar a Peter por su cuenta, pero sin la influencia de Ben, Peter crece enojado, cínico y mezquino, y se convierte en el Hulk de esta realidad cuando se cuela en el sitio de prueba que Rick Jones se coló en la versión original de los hechos.

### House of M
En la realidad de House of M, Ben Parker está vivo y, como el resto del mundo, es consciente de que Peter Parker es Spider-Man. Después de recuperar el diario de Peter, con entradas que detallan que el mundo no es como debería ser, Ben descubre que lo matan poco después de que Peter obtiene sus poderes. Más tarde ayuda a Peter a fingir su muerte, fotografiando a Spider-Man aparentemente ahorcándose.

### Marvel Noir
En la realidad de Marvel Noir, Ben Parker es un activista social que fue asesinado por el caníbal Vulture, uno de los ejecutores del señor del crimen Norman Osborn . Anteriormente había sido piloto condecorado y veterano de la Primera Guerra Mundial, pero no se enorgullecía de su servicio, creyendo que no se luchaba por una causa justa. Su sobrino Peter se pone su viejo uniforme de aviador y empuña su revólver de servicio durante sus actividades como Spider-Man.

### Spider-Verse
Durante la historia de " Spider-Verse ", se presentan diferentes versiones del tío Ben:
- Una versión de Peter Parker llamada Patton Parnell vive con su abusivo tío Ted en una Tierra desconocida. Después de que la picadura de una araña irradiada lo transforme en una monstruosidad arácnida, Patton infecta a su tío Ted con su descendencia mientras declara que le enseñó que "Un gran poder conlleva un gran apetito".[29]
- Un tío Ben alternativo de una realidad desconocida aparece en un flashback junto con la versión de su universo de la tía May. En la Tierra-14512, se los representa como científicos. Informaron a su sobrina Peni Parker que ella era la única persona capaz de continuar con el proyecto después de que su padre, el SP//dr original, muriera en la batalla. Ella aceptó la responsabilidad, permitiendo que la araña radiactiva que formaba la otra mitad de la CPU de SP//dr la mordiera.[30] Durante una pelea contra el kaiju MORBIUS, Ben es testigo de cómo Addy Brock pierde el control de VEN#m . Después de que SP//dr derrota a VEN#m y descubre que Addy y la tía May no están adentro, Ben visita a Peni horas después y afirma que lo que les pasó a May y Addy no fue su culpa. Se abre un portal cuando Spider-Ham solicita la ayuda de Peni. Ben la convence de ir cuando el deber lo llame.[31]
- En una realidad desconocida, el tío Ben y la tía May están con su sobrino Peter en el hospital después de que sufriera una reacción alérgica a la picadura de una araña radioactiva, dejándolo en coma. Debido a esto, están fuera de su casa cuando es asaltada por el ladrón que mató a Ben en el universo principal. Peter se transforma en Man-Spider y ataca al tío Ben y a la tía May, pero Spider-Man Noir lo frustra. Spider-Man de seis brazos crea una cura para Peter, lo que le permite vivir una vida normal con Ben y May.[32]
- La versión Earth-3145 de Ben Parker fue aislada en el búnker de Ezekiel después de que la Tierra fuera diezmada por la lluvia radiactiva. Más tarde, Silk, Spider-Man y los otros Spider-Men encuentran a Ben que llegan mientras huyen de los Herederos.[33] Aprenden que Ben recibió sus poderes cuando acompañó a Peter a la demostración científica y fue mordido por la araña en lugar de su sobrino. Sin embargo, Ben se retiró por el dolor después de que su enemigo, el Elfo Esmeralda, descubriera su identidad y matara a May y Peter. Después de ingresar al búnker de Ezekiel al enterarse de los Herederos, su Tierra fue diezmada cuando un complot de chantaje nuclear de Otto Octavius salió mal. Aunque inicialmente se niega a unirse a las otras Arañas en su ataque final contra los Herederos, Spider-Man y Superior Spider-Man lo convencen de que lo haga argumentando que solo ha fallado si se da por vencido, Peter en particular afirma que el consejo de su propio tío Ben ha salvado su mundo y ha marcado la diferencia todos los días.[34] Posteriormente, trabaja con Spider-Ham para rescatar a Benjy Parker, el hermano pequeño de Spider-Girl, y llevarlo a otra dimensión por seguridad.[35] Cuando se evita la crisis, Ben acompaña a Spider-Girl de regreso a su dimensión de origen y decide permanecer allí para poder ser el tío abuelo en el que ningún otro Ben Parker ha tenido la oportunidad de convertirse.[36]

### Spider-Geddon
Durante la historia de "Spider-Geddon", Tierra-91918 tiene una versión del tío Ben que está casado con una versión hispana de la tía May. Cuando un ladrón le dispara, el tío Ben adquiere poderes de araña después de una transfusión de sangre de su sobrino. Cuando Ben se convirtió en Spider-Man, era un héroe despiadado donde una vez golpeó severamente a Kraven el Cazador.

### Ultimate Marvel
La versión Ultimate Marvel de Ben Parker difiere ligeramente de la iteración original. Más joven que su homólogo original, también es un ex hippie que lleva el pelo recogido en una cola de caballo y le enseña a Peter Parker a no ser violento. Ben también recuerda el período que vivió en una comuna. Después de que Peter salió a caminar, Peter se enteró por un oficial de policía que Ben fue asesinado.

### What If?
El tío Ben apareció en varios números de What If.
- En la primera historia de "Qué pasaría si" sobre Spider-Man (llamada "clásica"), fue la tía May quien bajó las escaleras después de escuchar un ruido, sin querer despertar a Ben. Se desarrolla la misma historia, con el ladrón disparando a May y Spider-Man deteniéndolo en el almacén. En esta historia, Ben se entera relativamente pronto de las actividades de Peter como Spider-Man y habla con él al respecto. Peter le explica cuándo se puso el disfraz y por qué, incluso le dice que dejó ir al posible asesino esa misma noche en que robó el registro de lucha libre. Peter se derrumba y dice que todo fue su culpa. Ben responde con enojo consigo mismo, siendo débil al no poder proteger a "su mayo". Después de que Peter le dice que no sabía y que no podía haber hecho nada, Ben instantáneamente se calma y le dice a Peter que siga su propio consejo. Además, inspira a Peter a seguir siendo Spider-Man, no por arrepentimiento o penitencia, sino para proteger y ayudar a todos aquellos que son débiles y necesitan ayuda. Ben y Peter forman una relación aún más estrecha y Ben ofrece su apoyo en muchas de las futuras batallas de Spider-Man. Finalmente, Ben se indigna por las constantes manchas de Jameson del nombre de Spider-Man, considerándolo un insulto a la memoria de May. Eventualmente le permite a Jameson conocer la identidad de Spider-Man, lo que obliga a Jameson a una posición en la que se siente incómodo como periodista. No puede exponer a Spider-Man sin poner en peligro a Ben Parker, pero tampoco desea apoyar el vigilantismo. Eventualmente, encuentra un camino intermedio y extraoficialmente emplea a Spider-Man para que pueda obtener información privilegiada sobre los crímenes que se resuelven en la ciudad. La historia finalmente termina con Spider-Man salvando a Bennett Brant y Betty Brant del Doctor Octopus, así como luchando contra un Green Goblin que secuestró a Jameson para descubrir la verdadera identidad de Spider-Man (habiendo conjeturado correctamente que había una razón por la que Jameson tenía esas primicias).  Al final de todo, Peter y Ben le dan la mano a Jameson diciendo que enfrentarán todos los peligros y el futuro juntos.[41]

### Derailed Alt-Ben Parker
En una realidad alternativa que se muestra en Friendly Neighborhood Spider-Man, se vio una realidad alternativa en la que May murió en un accidente aleatorio, lo que llevó a Peter a ingresar al mundo del espectáculo con Ben como su agente para ganar dinero. El enfoque de Peter en su carrera lo impulsa a irse de casa eventualmente, simplemente pagándole a Ben un porcentaje por respeto a su antigua relación en lugar de una preocupación real. Este Ben finalmente fue 'descarrilado' en la realidad 616 por el Hobgoblin de 2211 como parte de su plan contra los Spider-Men de varias épocas, dejándolo conmocionado cuando fue testigo de su casa destruida y de May Parker, que aún vivía. Enfrentándose a ella, terminó en una pelea con Jarvis, con quien ella en ese momento tiene una relación, pero se alejó confundido. Sin dirección, Ben vagó por un callejón donde se encontró con una figura sombría que le ofreció un arma y le dijo que cualquier acción que tomara simplemente crearía otro universo en el que tomaría la acción opuesta, por lo que también podría hacer lo que se sintiera bien. Después de que este Hobgoblin fuera borrado de la historia por una bomba Retcon de su propia invención, el Hombre Araña de 2211 se reunió con lo que presumía que era el mismo Ben Parker para llevarlo de regreso a su propia línea de tiempo. En un giro inesperado, al decidir que prefería "quedarse por un tiempo", este Ben Parker le dispara a este futuro Spider-Man. Al mismo tiempo, se mostró a otro Ben Parker muerto en el callejón, lo que significa que un Ben Parker había matado al otro y había tomado su lugar.
Se reveló que el Ben Parker que había muerto en el callejón era el Tío Ben de la realidad alternativa, mientras que el Ben Parker que mató a Spider-Man 2211 era, de hecho, el Camaleón de 2211; El Camaleón había intentado convencer a Ben de que recurriera al asesinato, pero Spider-Man supuso correctamente que no había circunstancias en las que Ben hiciera tal cosa.

## Aparición en otros medios

### Televisión
- El tío Ben apareció en el episodio de la serie animada de Spider-Man de la década de 1960 "El origen de Spider-Man".
- El tío Ben apareció en el episodio de la serie animada de Spider-Man and His Amazing Friends "Along Came Spidey", con la voz de Frank Welker.
- El tío Ben apareció en Spider-Man: The Animated Series, con la voz de Brian Keith. Esta versión aparece principalmente en flashbacks o como un espíritu que habla con Peter Parker cada vez que este último se siente frustrado con su vida como Spider-Man.
  - Una versión de realidad alternativa de Ben apareció en el final de la serie de dos partes "Spider Wars". Después de ser reclutado por Madame Web y Beyonder para salvar el multiverso de Spider-Carnage, Spider-Man viaja a una realidad en la que vivió una vida perfecta. Como Ben nunca fue asesinado en esta realidad, Spider-Man lo encuentra y lo lleva a Spider-Carnage para disuadir a este último de sus planes. Sin embargo, debido a la influencia del simbionte, Spider-Carnage usa su bomba de realidad para abrir un portal y arrojarse a él, sacrificándose en el proceso. Después de esto, Ben expresa lo orgulloso que está del Spider-Man "principal" a pesar de no vivir en la misma realidad que él.
- El tío Ben aparece en la introducción de la serie animada Spider-Man Unlimited.
- El tío Ben aparece en el episodio "Intervención" de la serie animada de The Spectacular Spider-Man, con la voz de Ed Asner. En un flashback al que se accede con el traje de simbionte que llevaba Spider-Man en ese momento, un ladrón mató a Ben mientras protegía a su esposa May Parker en medio de un allanamiento. Una proyección mental de Ben aparece más tarde en la mente de Spider-Man para ayudarlo a superar la influencia del simbionte.
- El tío Ben aparece en la serie animada Ultimate Spider-Man, con la voz de Greg Grunberg .[44] Esta versión se basa libremente en su contraparte de Ultimate Marvel . En los episodios piloto "Great Power" y "Great Responsibility", Peter Parker recuerda la noche del asesinato de su tío, que Nick Fury usa para reclutar a Parker en SHIELD. En el episodio "Strange Days", Nightmare intenta usar el fracaso de Parker para salvar a Ben. contra él, pero Ben en cambio motiva a Parker a derrotar a Nightmare.
  - Una versión de realidad alternativa con el tema del Lejano Oeste de Ben Parker aparece en el episodio "Return to the Spider-Verse" Pt. 2, con la voz de Clancy Brown .[45] Doc Ock Holliday le lavó el cerebro a esta versión para que se convirtiera en su "Phantom Rider" hasta que el "principal" Spider-Man, Kid Arachnid y Web Slinger liberan a Ben del control de Holliday.
- El tío Ben aparece en la serie animada Spider-Man de 2017, con la voz de Patton Oswalt .[46] Esta versión aparece principalmente en flashbacks.

### Películas
- El tío Ben aparece en la trilogía cinematográfica de acción real de Spider-Man de Sam Raimi, interpretado por Cliff Robertson.
  - En Spider-Man (2002), Ben actúa como una figura paterna para Peter Parker y es despedido de su trabajo como jefe de electricidad después de 35 años. Mientras intenta inspirar a Peter le menciona que Un gran poder conlleva una gran responsabilidad, su sobrino le dice que deje de actuar como su padre. Más tarde esa noche, Ben es asesinado a tiros, aparentemente por Dennis Carradine, un ladrón y ladrón de autos que Peter permitió escapar ese mismo día. Peter y su tía May están de luto por Ben, y Peter se inspiró en él para convertirse en Spider-Man y luego aceptó a Ben como su verdadero padre.[47]
  - En Spider-Man 2 (2004), mientras Peter contempla dejar de ser Spider-Man, Ben aparece en un flashback y sirve como representación física de la ideología de Peter, inspirando a su sobrino a no darse por vencido. La culpa de Peter por la muerte de Ben finalmente lo obliga a contarle a May sobre el papel que desempeñó en la muerte de Ben y ella finalmente lo perdona.
  - En Spider-Man 3 (2007), Peter y May descubren que el verdadero asesino de Ben fue el cómplice de Carradine, Flint Marko. Creyendo que Marko mató a Ben a sangre fría y debido en parte al traje negro que vestía en ese momento amplificando su ira, Peter busca violentamente vengarse de Marko. Después de vencer a Flint Marko en la alcantarillas, Peter le da esa noticia a la Tía May de que Spiderman mató al Criminal, lo que la deja sorprendida, ya que Spiderman no mata gente. Lo que sorprende a Peter ya que él había matado al Tío Ben, Sin embargo la Tía May le hace entender que aunque el Tío Ben era todo para ellos, el jamás querría verlo con deseos de venganza. después de que Peter se quita el traje negro, Marko revela que Carradine lo sorprendió y provocó que disparara accidentalmente su arma, por lo que todavía siente remordimiento, ya que Ben solo estaba tratando de ayudarlo. Perdonando a Marko, Peter le permite irse libremente.
- Martin Sheen interpreta al tío Ben en la película The Amazing Spider-Man. Después de una discusión con Peter Parker que hace que este último se vaya furioso, Ben intenta encontrarlo. Sin embargo, se encuentra con un ladrón que Peter permitió escapar antes y muere en la lucha que sigue. Mientras Peter intenta encontrar al asesino de Ben, no lo logra.
- El tío Ben hace un cameo en la película animada Spider-Man: Into the Spider-Verse (2018), con la voz de archivo de audio de Cliff Robertson.
- Las encarnaciones de Ben Parker de Spider-Man (2002) y The Spectacular Spider-Man aparecen en Spider-Man: Across the Spider-Verse a través de imágenes de archivo.
- El tío Ben aparece en Madame Web, interpretado por Adam Scott.[48][49]Un soltero paramédico, compañero de trabajo y mejor amigo de Cassie Webb, se está preparando para que su cuñada Mary, que está muy embarazada, dé a luz a un bebé (Peter).

### Marvel Cinematic Universe
Si bien no aparece directamente, el tío Ben existe en Marvel Cinematic Universe (MCU), y se hace referencia a lo largo de la serie de películas MCU Spider-Man.
- El coguionista de Spider-Man: Homecoming (2017), John Francis Daley, confirmó que el tío Ben existe en el MCU a pesar de que nunca se lo menciona directamente. En un borrador anterior de la película, May Parker menciona que el guardarropa de Peter Parker para Homecoming era el de Ben, pero la escena se cortó porque los guionistas no querían que la muerte de Ben fuera una frase descartable.[50]
- Mientras desarrollaban Spider-Man: No Way Home (2021), los escritores Chris McKenna y Erik Sommers se dieron cuenta de que May asumiría el papel de Ben, ya que había servido como "guía moral" de Peter en todo el UCM. Como tal, Green Goblin la mata y le dice a Peter que " con un gran poder, también debe venir una gran responsabilidad" antes de que ella muera, y su tumba no está al lado de la de Ben.[1]

### Videojuegos
- El tío Ben aparece en el prólogo del juego relacionado con la película The Amazing Spider-Man 2, con la voz de Mark Bramhall.
- El tío Ben aparece en Marvel's Spider-Man a través de fotografías, también se puede visitar su tumba e interactuar con ella y ganar el trofeo de un gran poder..., haciendo referencia a la frase de un gran poder conlleva una gran responsabilidad.

## El tío Ben de Franklin Richards
Franklin Richards de los Cuatro Fantásticos a menudo se refiere a Benjamin Grimm, la Cosa, como "Tío Ben" (Grimm es el mejor amigo del padre de Franklin, Reed Richards). Franklin Richards y Peter Parker también tienen el mismo segundo nombre, Benjamin, ya que The Thing y Ben Parker son sus homónimos. Spider-Man es consciente de esto y le dijo a Franklin: "El tío Bens siempre tiene razón".

## Hijo de Spider-Man
En The Amazing Spider-Man # 498–500, Spider-Man cae en el tiempo, se encuentra con todos sus enemigos del pasado y se ve a sí mismo en el futuro. El futuro Peter Parker le dice que debe decirle a Mary Jane Watson y a su hijo que los ama todos los días. "Nuestro hijo se llama Ben", dice, "pero tendría que ser así, ¿no?" Sin embargo, debido a la forma en que funciona el viaje en el tiempo en el universo Marvel, este es solo un futuro potencial y no necesariamente definitivo (este futuro es aún más improbable después de los eventos de " One More Day").

## El otro tío Ben
Al igual que su padre, Spider-Girl también tiene un tío Ben. Sin embargo, a diferencia de su padre, May nunca conoció a su tío: Ben Reilly, el clon de Spider-Man. Si Spider-Girl tiene hijos en el futuro, ellos también tendrían un tío Ben, el hermano pequeño de May. Irónicamente, después de Spider-Verse, el propio Ben Parker de Earth-3145 se quedaría en su mundo y tiene la oportunidad de ser su abuelo, algo que los otros Ben Parker no pudieron lograr debido a su muerte.